# El club dels poetes morts
El club dels poetes morts (títol original en anglès: Dead Poets Society) és una pel·lícula dramàtica estatunidenca del 1989 protagonitzada per Robin Williams i dirigida per Peter Weir.
Situada en una escola preparatòria conservadora per a nois, explica la història d'un professor de literatura que inspira els seus estudiants a canviar la seva vida de conformitat a través del seu ensenyament de la poesia i la literatura.
Va guanyar diversos premis, d'entre els quals un Oscar al millor guió original. Aquesta pel·lícula ha estat doblada al català.

## Argument
Ha arribat un nou any en l'elitista i conservadora escola Welton, on apareix un nou professor, John Keating. Mentre esperen la presentació del nou professor, aquest els demana que surtin de l'aula i en el passadís cita un poema que Walt Whitman va dedicar al president Abraham Lincoln: «Oh Capità, el meu Capità». Poc després, es refereix a la classe d'un alumne de primera generació i indica que no ha comprès el concepte de carpe diem i que ara, des del més enllà, demana als nous alumnes que no perdin el que mai podran recuperar: el temps. En la classe, el professor els demana que mirin el quadre de coordenades que la introducció del llibre utilitza per a definir la poesia, i el diu «escombraries» i els diu que arrenquin aquesta pàgina perquè la seva concepció de la poesia és que no té estructura, ni regles. Es tracta de crear i pensar en alguna cosa, donar-li l'èmfasi que necessita i trencar el motlle.
Davant aquesta introducció, els quatre amics mostren interès a esbrinar qui és el seu estrany professor i, a través del seu anuari, esbrinen que formava part de la «Societat de poetes morts». En preguntar-li a ell directament al pati del col·legi, aquest els explica que el grup es reunia en la cova que anomenaven l'Índia i escrivien poesia, pensaven lliurement i expressaven les seves emocions a través d'«una verborrea que fluïa com la saba d'un arbre ferit». Els nois decideixen crear un nou Club de Poetes Morts i, liderats per Neil Perry, s'escapen una nit a la cova i inicien un ritual: un que es reflecteix en el fet que la cova està lliure dels prejudicis de la societat i no hi ha ningú que els oprimeixi. Els comença a agradar la poesia i continuen reunint-se en la cova. Neil Perry, que sempre ha volgut ser actor i que ha romàs sempre sota el ferri control del seu pare, obté a costa seva el paper principal en una obra de Shakespeare. El jove Todd Anderson aconsegueix perdre la seva timidesa a través de la poesia. Knox Overstreet es declara a una jove sense importar el que pugui passar. Mentre que Charles Dalton convida a dues noies a la cova i signatura un article "rebel" en la revista de l'acadèmia proposant l'entrada de les dones en el col·legi amb "el club dels poetes morts". Després de tot això, se li ocorre el seu pseudònim: Nuwanda.
Malgrat tot, Neil no s'atreveix a parlar amb el seu pare. En lloc d'això, esmenti al professor, que sembla acceptar que el seu pare protagonitzi «El somni d'una nit d'estiu» i aprofiti l'oportunitat de ser actor. El dia de l'estrena, no obstant això, arriba el seu pare al teatre i després de l'obra no sols no el felicita sinó que li diu que el traurà de l'acadèmia i el manarà a una institució militar perquè estudiï medicina i que només llavors podrà triar el seu destí. En conseqüència, decideix col·locar la corona que havia utilitzat en l'obra en la finestra per a suïcidar-se amb el revòlver del seu pare. Davant la mort del jove; tots els seus companys, excepte un, culpen al seu pare, però la institució decideix culpar al «rebel» professor de literatura John Keating. Quan el professor se'n va, més de la meitat dels seus alumnes pugen als seus bancs i diuen «Oh capità, el meu capità». Commogut, el professor respon amb un «Gràcies, nois, gràcies»

## Repartiment
| Personatge                 | Actor               |
| -------------------------- | ------------------- |
| John Keating               | Robin Williams      |
| Neil Perry                 | Robert Sean Leonard |
| Todd Anderson              | Ethan Hawke         |
| Knox Overstreet            | Josh Charles        |
| Charles Dalton ("Nuwanda") | Gale Hansen         |
| Steven Meeks               | Allelon Ruggiero    |
| Richard Cameron            | Dylan Kussman       |
| Gerard Pitts               | James Waterston     |
| Director Gale Nolan        | Norman Lloyd        |
| Mr. Perry                  | Kurtwood Smith      |
| McAllister                 | Leon Pownall        |
| Chris Noel                 | Alexandra Powers    |
| Joe Danburry               | Kevin Cooney        |
| Tina                       | Welker White        |
| Mrs. Anderson              | Debra Mooney        |
| Dr. Hager                  | George Martin       |

## Premis i nominacions[calcitació]

### Premis
- 1990: Oscar al millor guió original per a Tom Schulman
- 1990: BAFTA a la millor pel·lícula
- 1990: BAFTA a la millor música per a Maurice Jarre
- 1990: David di Donatello a la millor pel·lícula estrangera
- 1991: César a la millor pel·lícula estrangera per a Peter Weir

### Nominacions
- 1990: Oscar al millor actor per a Robin Williams
- 1990: Oscar al millor director per a Peter Weir
- 1990: Oscar a la millor pel·lícula per a Steven Haft, Paul Junger Witt i Tony Thomas
- 1990: BAFTA al millor actor per a Robin Williams
- 1990: BAFTA a la millor direcció per a Peter Weir
- 1990: BAFTA al millor muntatge per a William M. Anderson
- 1990: BAFTA al millor guió original per a Tom Schulman
- 1990: Globus d'Or al millor director per a Peter Weir
- 1990: Globus d'Or a la millor pel·lícula dramàtica
- 1990: Globus d'Or al millor actor dramàtic per a Robin Williams
- 1990: Globus d'Or al millor guió per a Tom Schulman